# ゾエア

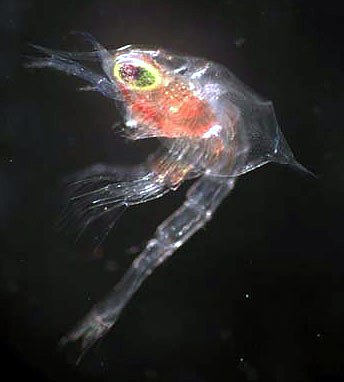
アブラガニのゾエア

ゾエア（zoea）は、十脚目（エビ・カニなど）の幼生段階の１つ。胸部の付属肢で遊泳し、プランクトン生活をする。

## 概説
エビ・カニ類の多くは卵を腹面に保護し、時期が来ると海中に幼生を放出する。このときに放出される幼生が、ゾエアである。頭胸部と腹部からなり、胸部の3対の付属肢を使って泳ぐことができる。この付属肢は成体では顎脚に当たるものである。頭胸部を覆う背甲には鋭い棘状の突起を持つのが普通である。さらに発生が進むと胸部の歩脚が発達し、腹部の付属肢で遊泳するメガロパになる。
なお、同じように胸部付属肢で遊泳する段階にある十脚目の、あるいはそれ以外の甲殻類の幼生のそれに相当する段階の幼生を含める語としてゾエアを使う場合もある。

## 具体例

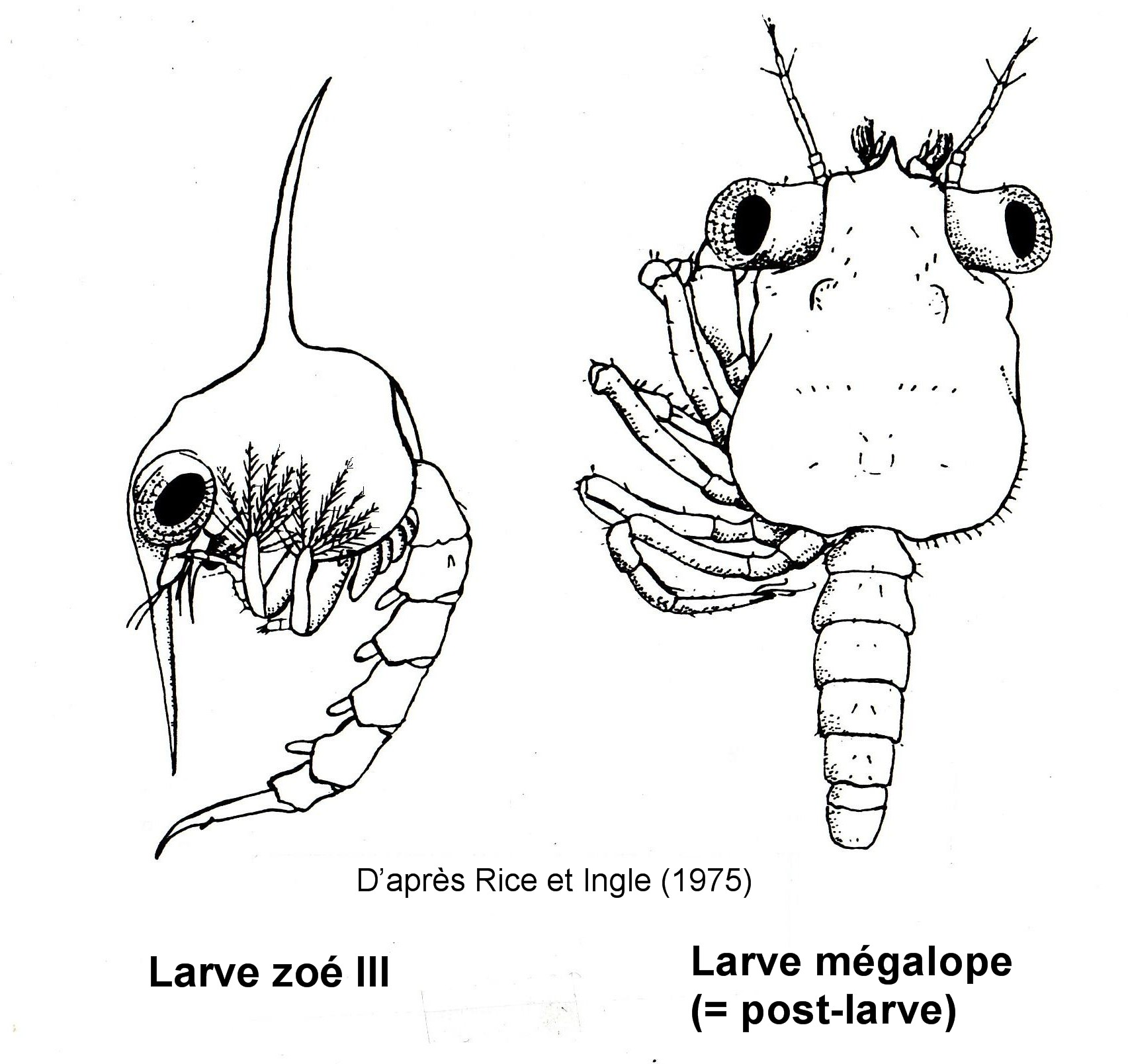
チチュウカイミドリガニのゾエア（左）とメガロパ（右）

例えばカニ類の場合、孵化によって海中に放出される幼生は、1つの塊になった頭胸部と、細長く伸びた腹部を持つ。頭胸部はおおよそ球形をなし、全体を背甲が覆う。背甲の前端から前方に、背面後方から後ろに、それに左右に1対、計4本の先端が鋭くとがった棘状突起を持つ。頭胸部には発達した1対の複眼があり、触角や口器を構成する大顎や小顎などは全て小さくまとまり、遊泳に与らない。胸部からは2枝型の2対の付属肢が長く伸び、これが遊泳に用いられる。他に、腹部を強く曲げることで跳躍するように動くこともできる。この時期がゾエアと呼ばれる。カニの場合、この段階の次には頭胸部がやや平らになり、ゾエアの遊泳肢は顎脚として小さく収まり、胸部には鋏を含めて5対の歩脚がそろう。腹部はやや細長く後方に伸び、そこにある付属肢で遊泳する。これをメガロパという。

## 体制

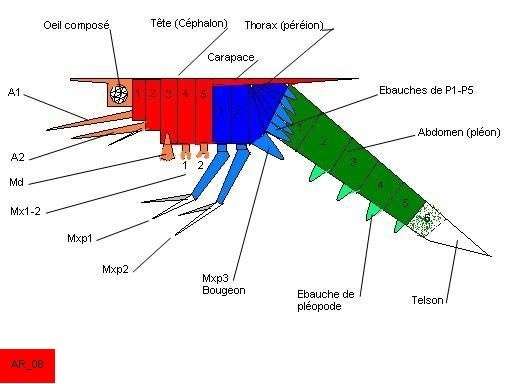
ゾエアの体制
MXP1-3が第1-3顎脚

一般に、甲殻類では発生が進むにつれて体節と付属肢が増えてゆくが、この目ではそれに応じて遊泳に使われる付属肢が後方のそれに移行する。すなわち、ノープリウスでは触角が遊泳に使われ、ゾエアでは胸部付属肢が、そしてそれに続くメガロパでは腹部の付属肢を用いて泳ぐようになる。
ゾエアの構造は大きく頭胸部と腹部に区別される。頭胸部は背甲に覆われ、ここに棘状突起を持つ場合が多い。頭部には1対の眼があるが、少なくとも初期のゾエアでは眼柄はない。頭部の付属肢としては第1触角、第2触角、大顎、第1小顎、第2小顎があり、それらは小さくまとまっている。それに続く胸部には第1顎脚、第2顎脚、第3顎脚、それに次いで第1から第5までの胸脚があるが、この時期の初期には第1胸脚以降は未発達の原基の状態にある。腹部の各節にある腹肢も未発達となっている。腹部末端の節は尾節で、種によって様々な形をなす。

## 発生の段階として
一般的には甲殻類の最初期の幼生はノープリウスと考えられている。ゾエアはそれに次ぐ段階である。ただし、十脚目でノープリウスを出すのはクルマエビ下目のもののみである。例えばクルマエビ科のものは、孵化より6期のノープリウスを経てプロトゾエアと呼ばれるゾエアに相当する幼生となる。それ以外のものは、直接発生など特異な例もあるが、基本的には全てゾエアで孵化する。
なお、十脚目以外でもほぼ相当する時期を総称するためにゾエアを使う例もある。

## 多様性
ゾエアの体制は十脚類全体でほぼ共通だが、その形態は群によって様々な違いがある。カニ類では上記のように頭胸部が塊状で先端近くから前方に伸びる棘状突起（額棘）が前向きよりやや下に伸びるものが多い。カニダマシ科やアサヒガニ科などでは前後に伸びる棘は体長よりも長く発達する。他方、コエビ目のゾエアは一般的にはより前後に細長く、エビに近い姿をしていて、額棘は前に伸びる。クルマエビ下目のものは十脚目中でもっとも原始的な群とされる。これに属するクルマエビ科では、ゾエアはプロトゾエアと呼ばれる。これはゾエアではあるが、触角も大きく発達した姿である。サクラエビ科の場合、エラフォカリス幼生（elaphocaris）と呼ばれ、プロトゾエアに似るが、頭胸部に長い棘状突起を持つ。さらに外見的に大きく異なるのはイセエビ下目のもので、背甲は頭部のみを包んで胸部を覆わず、腹部はごく小さい。胸部から伸びる3対の付属肢は非常に長く、全体に腹背方向に強く扁平になっており、まるでクモのような姿をしている。これをフィロソーマ幼生と呼ぶが、これもゾエアに相当するものである。

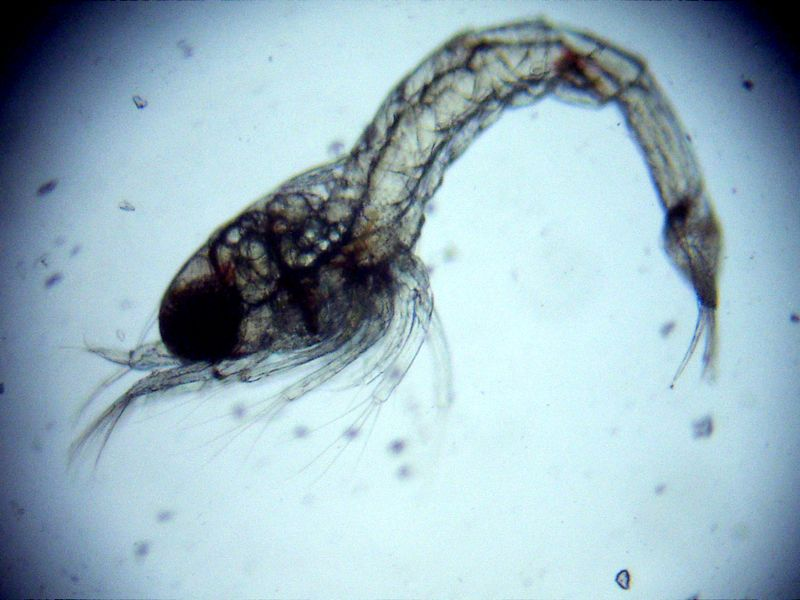
ヤマトヌマエビのゾエア
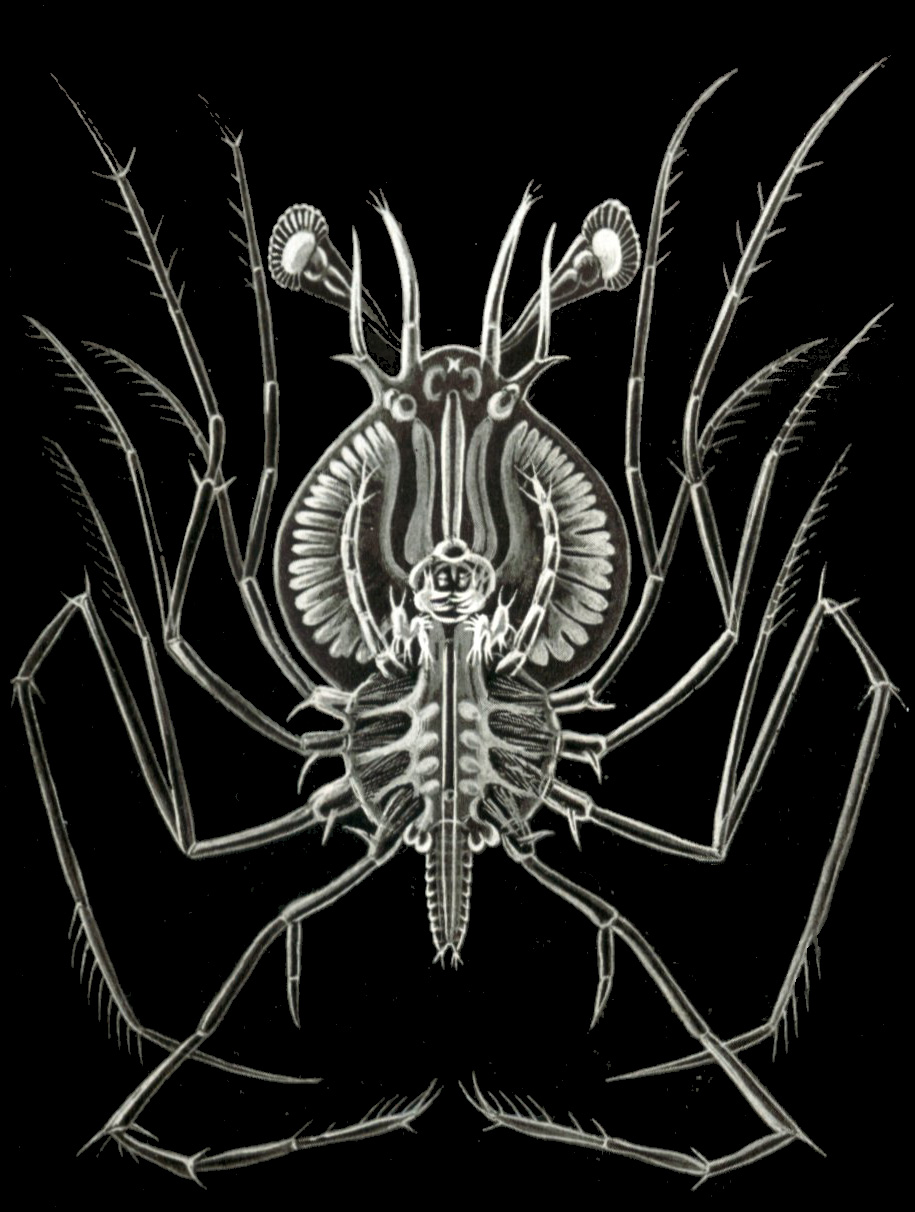
フィロソマ（ミナミイセエビ？）